# Посольство США в Тегеране
Посо́льство Соединённых Шта́тов Аме́рики в Тегера́не (перс. سفارت سابق ایالات متحده آمریکا در تهران‎), также известно как музей «Шпио́нское ло́гово» (перс. موزه لانهٔ جاسوسی‎) — бывшее посольство США в столице шахского Ирана — Тегеране с 1951 года до апреля 1980 года, когда были разорваны дипломатические отношения между странами. С того времени здание используется для различных нужд иранскими организациями..
Находится в центре Тегерана, на Талегани Авеню, вблизи станции метро Талегани.

## История
Здание посольства было спроектировано в 1948 году Идэсом ван дер Грахтом. Здание представляет собой длинное двухэтажное здание из красного кирпича и очень похожее на здания американских школ 1930-х и 1940-х годов. Строительство нового здания посольства началось в том же 1948 году, торжественное открытие нового здания состоялось в 1951 году в царствование шаха Мухаммеда Резы Пехлеви, в период дружественных отношений между двумя странами. Первым послом в новом здании посольства стал Лой Хендерсон.

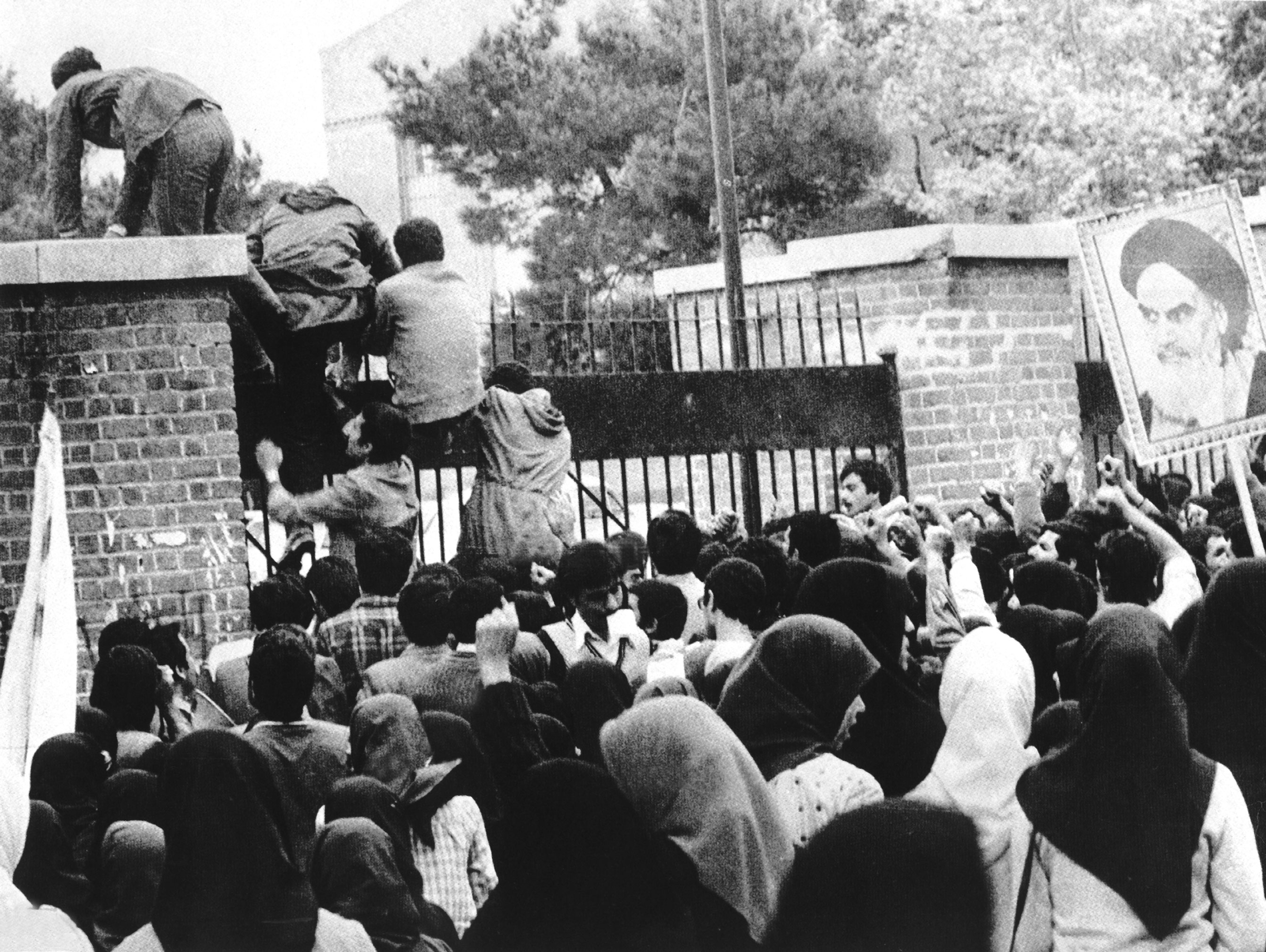
Революционеры врываются на территорию посольства

В феврале 1979 года в Иране завершилась Исламская революция, монархия в Иране была упразднена, шах Мухаммед Реза Пехлеви с семьей и частью приближенных был вынужден покинуть Иран, к власти пришли шиитские исламисты во главе с аятоллой Рухолла Хомейни. Иран превратился в исламскую республику. Между тем, 4 ноября 1979 года посольство США в Тегеране было захвачено революционерами. Были взяты в заложники все, кто находился в то время в посольстве. Революционеры требовали США вернуть беглого шаха, а также его семью и приближённых, так как они бежали в США. В апреле 1980 года закончилась полным провалом операция США «Орлиный коготь» по освобождению заложников.
В июле 1980 года Мухаммед Реза Пехлеви скончался от продолжительной болезни в столице Египта — в Каире. После смерти основного объекта шантажа, а также после начала ирано-иракской войны, революционеры были вынуждены начать переговоры с властями США. Между тем посольство Исламской Республики Иран в Вашингтоне было заблокировано США как ответная мера. В ходе переговоров революционеры постепенно начали выпускать отдельных заложников, и к январю 1981 года захват посольства фактически сошёл на нет, но последний заложник был отпущен только в конце 1981 года.
| - Повреждённая печать США на здании бывшего посольства - Здание бывшего посольства - Молодая женщина прогуливается мимо фасада старого посольства США - Вид с улицы Талегани |

После освобождения всех заложников здание и вся территория посольства перешли под надзор Корпуса стражей Исламской революции (КСИР), и весь комплекс был превращён в учебный центр КСИР. Были уничтожены и повреждены ряд объектов, напоминавших о былом американском присутствии в здании, но всё равно сохранились множество примечательных объектов, в том числе повреждённая печать США на стене здания бывшего посольства. Стены территории посольства, рекламные щиты были украшены изображениями антиамериканского характера. Революционеры полностью опубликовали все обнаруженные в посольстве документы, письма, переписки и рукописи, найденные в посольстве, часть из которых до сих пор считается в США секретной.
Позднее часть здания посольства была превращена в библиотеку, а в остальной части базируются офисы и представительства различных студенческих, молодёжных и исламистских организаций. После избрания Дональда Трампа президентом США в 2017 году и возобновления санкций против Ирана из-за антииранской позиции Трампа было решено превратить здание бывшего посольства США в антиамериканский музей. Музей открылся в январе 2017 года. Было решено назвать музей «Шпионским логовом», потому что именно так называли революционеры бывшее посольство США. В музее представлены различные экспонаты, обнаруженные в посольстве во время захвата, а также антиамериканские пропагандистские плакаты, изображения, инфографики и т. п. предметы и экспонаты. Внутри главного здания, в бывших дипломатических помещениях, представлены инсталляции и арт-композиции на тему «американского империализма». При этом часть комнат сохранена в том виде, в котором американских дипломатов застал штурм посольства. Здесь сохраняется различного рода шпионская аппаратура, в том числе шифровальные машины для кодировки сообщений, звуконепроницаемые помещения для секретных переговоров, секретные комнаты с сейфами, аппарат для уничтожения бумаг, комната для подделки документов и другие объекты. Во дворе комплекса демонстрируется двигатель сбитого американского вертолёта, одного из тех, которые принимали участие в провальной операции «Орлиный коготь». Стены, окружающие комплекс, украшены граффити, представляющими собой карикатуры на «империалистскую политику США и Израиля». Музей посвящается «победе иранского народа над американским империализмом».
|  |

## Посольства двух стран сегодня
Поскольку дипломатические отношения между Исламской Республикой Иран и Соединёнными Штатами Америки разорваны, в обоих государствах отсутствуют посольства двух сторон. Неофициальное небольшое представительство США в Иране базируется в посольстве Швейцарии в Тегеране, а в США неофициальное представительство Ирана базируется в посольстве Пакистана в Вашингтоне.